# Guane (Cuba)
Pour les articles homonymes, voir Guane.
Guane est une ville et une municipalité de Cuba dans la province de Pinar del Río.

## Géographie

### Situation, présentation
La ville de Guane, dans l'ouest de l'île de Cuba, est située à 
230 km sud-ouest de La Havane 
et 67 km sud-ouest de sa capitale de province Pinar del Río. 
Au sud, la municipalité borde la baie de Cortés, qui ouvre sur le golfe de Batabanó (mer des Caraïbes).

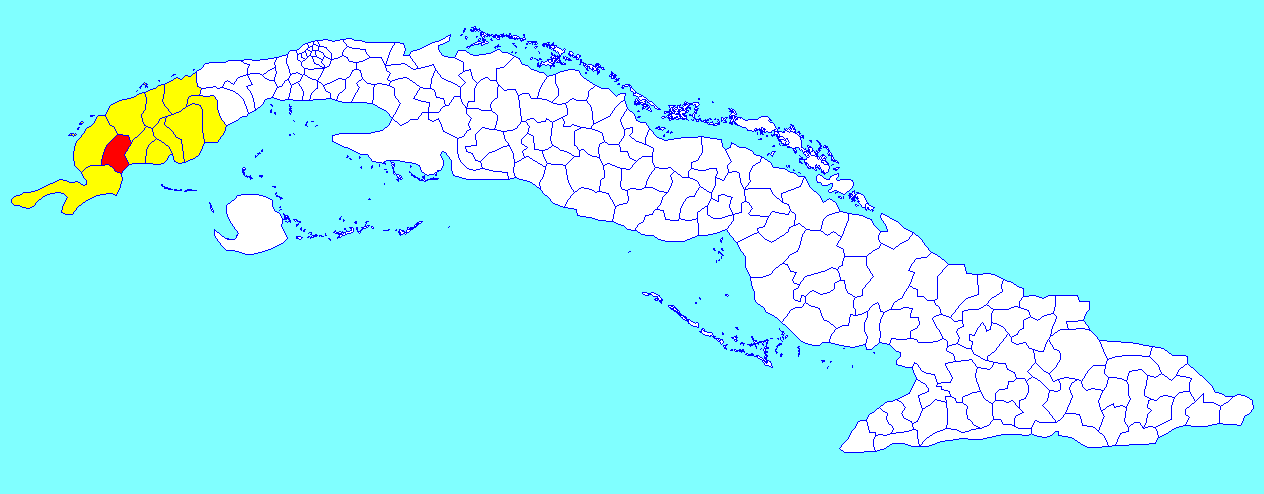
Municipalité de Guane dans la province de Pinar del Río

### Divisions administratives

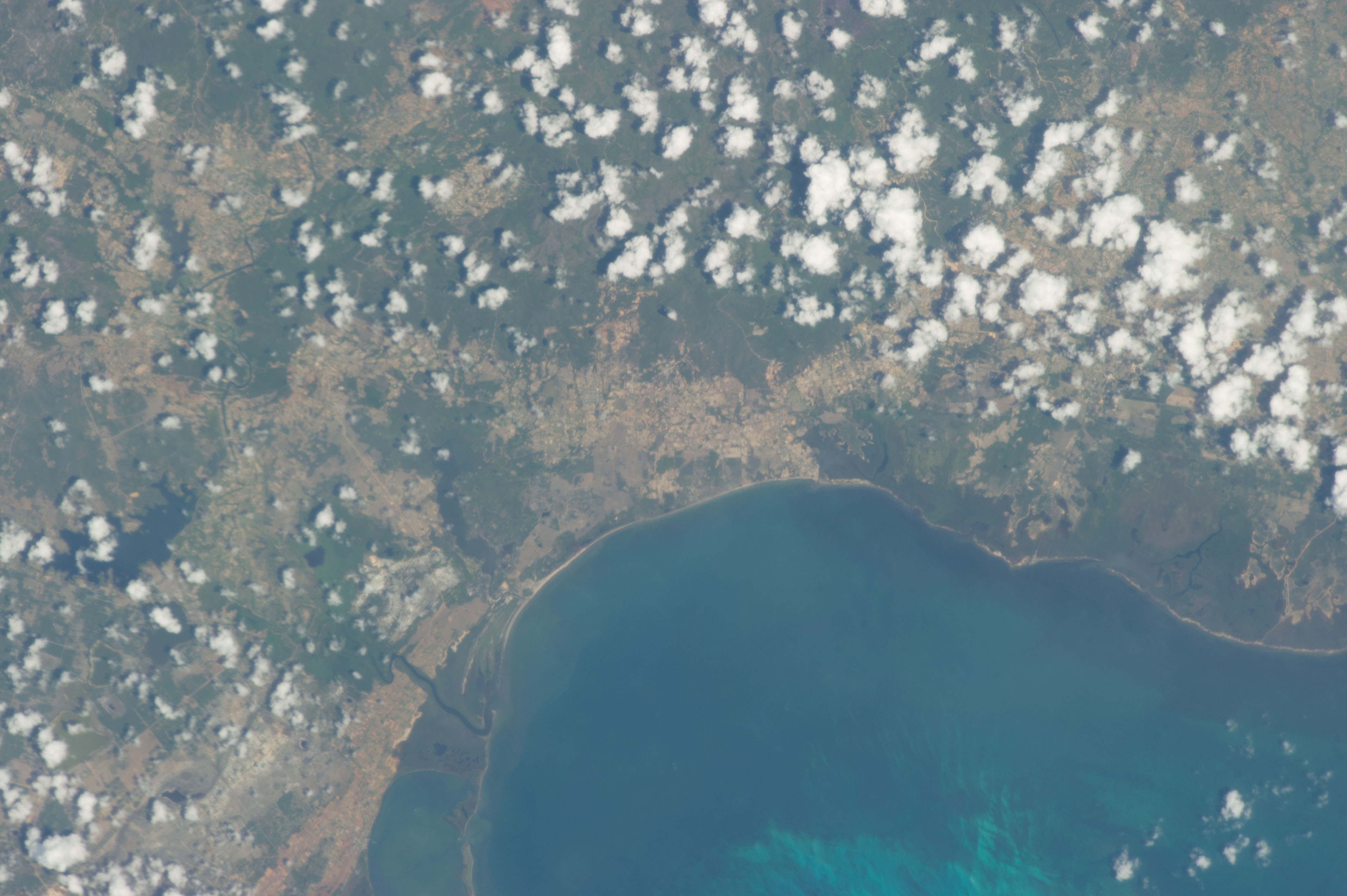
Sur la côte à l'ouest : anse de Cortés, le, Playa Bailén et la lagune Cheve

La municipalité inclut huit consejos populares :
- Guane 1
- Guane 2
- Combate de la Tenería
- Sábalo
- Isabel Rubío
- Molina - El Valle
- Punta de la Sierra
- Los Portales

Sur la côte de la baie de Cortés (environ  on trouve aussi Playa Bailén avec, à son nord-ouest, la lagune Cheve.

## Population
En 2022 la population de la municipalité est estimée à 34 922 habitants. Pour une surface de 724 km2, la densité est de 48,23 habitants/km².

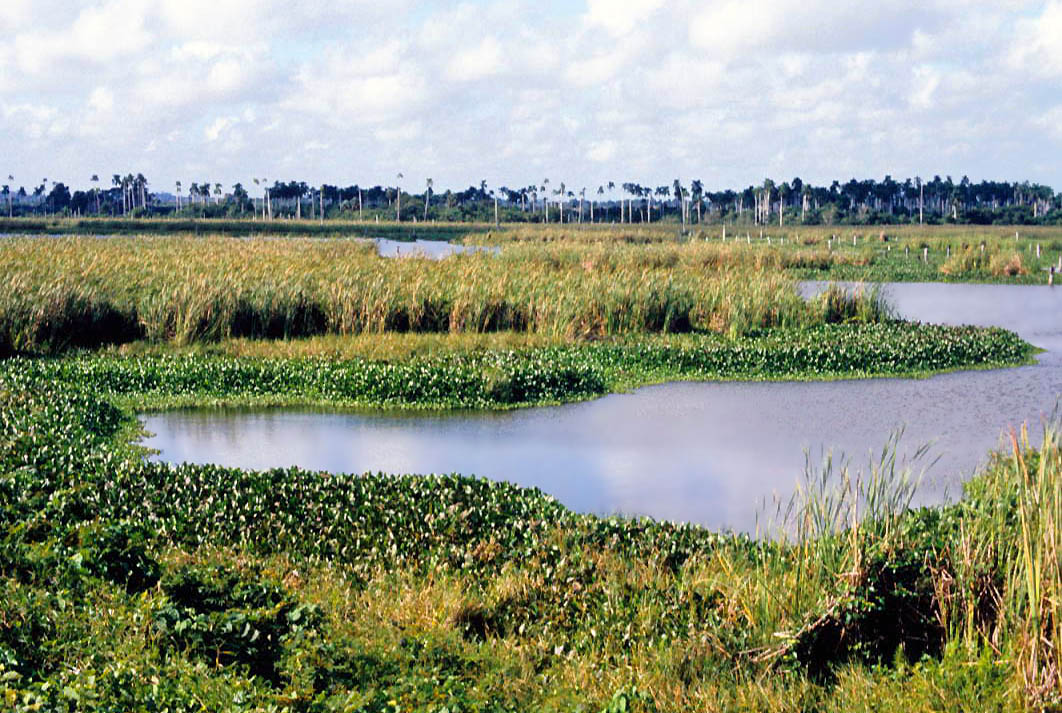
Méandres du Cuyaguateje

## Hydrographie
Le fleuve Cuyaguateje (en) prend naissance au sud-est de Sumidero (municipalité de Minas de Matahambre), à une quinzaine de km à l'ouest de Pinar del Río, dans la sierra de los Órganos (la partie ouest de la cordillère de Guaniguanico). Sur ses derniers kilomètres il marque la imite entre Sandino à l'ouest et Guane.

## Personnalités nées à Guane
- Xiomara Rivero, lanceuse de javelot, née en 1968